# Шапошников, Леонид Иванович
Шапошников Леонид Иванович (родился 8 февраля 1951) — боксёр, мастер спорта СССР международного класса. Боксом начал заниматься с 17 лет в Иркутске у тренеров А. Копытина и И. Королева. После призыва на военную службу тренировался в СКА Прикарпатского ВО у тренера Воробец Т.А. и др. Выступал в 1 и 2 среднем весе. Чемпион СССР 1974, 1977, 1978, призёр чемпионата СССР 1976, чемпион Европы 1977, чемпион СКДА 1974. 179 боёв, 162 победы. Сейчас проживает Украина, г.Львов.